# Glâmbocu
Glâmbocu – wieś w Rumunii, w okręgu Ardżesz, w gminie Bascov. W 2011 roku liczyła 1041 mieszkańców.